# Градниця (Добрицька область)
Градни́ця (болг. Градница) — село в Добрицькій області Болгарії. Входить до складу общини Тервел.

## Населення
За даними перепису населення 2011 року у селі проживали 354 особи.
Національний склад населення села:
| Національність   | Кількість осіб | Відсоток |
| ---------------- | -------------- | -------- |
| турки            | 344            | 97,2%    |
| болгари          | 8              | 2,3%     |
| цигани           | 0              | 0%       |
| Всього відповіли | 354            |          |

Розподіл населення за віком у 2011 році:
Динаміка населення: